# Val Vigezzo
Le val Vigezzo est l'une des sept vallées latérales du val d'Ossola (province du Verbano-Cusio-Ossola), dans le Piémont. Cette vallée joint l'Italie au canton du Tessin (Suisse).
Cette vallée est connue sous le surnom de « vallée des Peintres » (Valle dei Pittori), ayant jadis abrité bien des artistes paysagistes ou portraitistes tels que Giuseppe Mattia Borgnis, Lorenzo Peretti, Bernardino Peretti, Enrico Cavalli, Carlo Fornara, Giovanni Battista Ciolina, Gian Maria Rastellini, Maurizio Borgnis et Lorenzo Peretti Junior, ainsi que l'école d'art Rossetti Valentini de Santa Maria Maggiore depuis 1878.

## Géographie

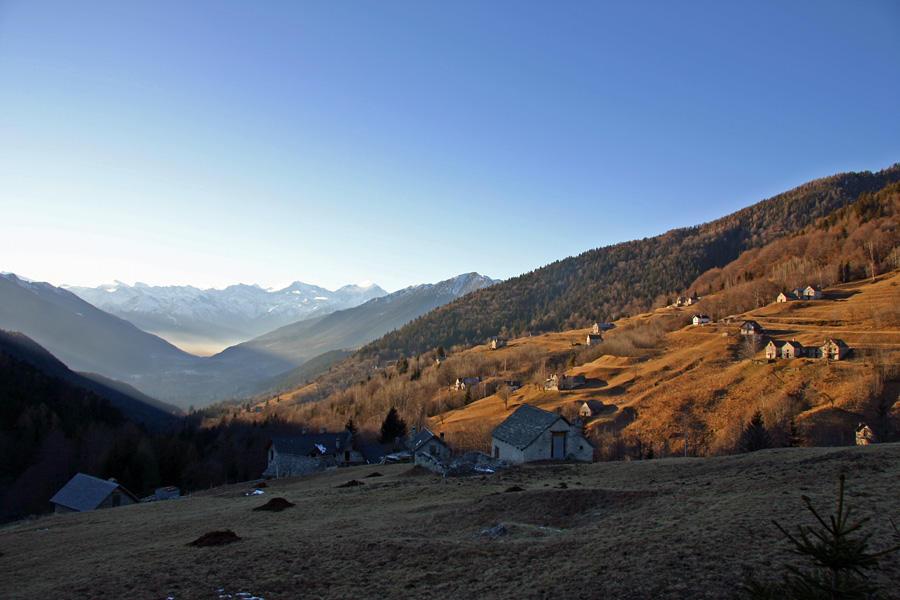
Vue du val Vigezzo depuis l’alpe Blitz.

Le val Vigezzo se distingue des autres vallées par une particularité unique au Piémont : son centre, à près de 800 mètres d’altitude, est un altiplano large et au fond plat, telle une vallée d’origine glaciaire. Celui-ci décline fortement vers ses deux côtés opposés, chacun arrosé d’un cours d’eau : à l’ouest, le Melezzo Occidentale creuse la gorge étroite qui la relie à la vallée de la Toce. À l’est, le Melezzo Orientale coule au long des Centovalli en Suisse vers le lac Majeur.
Au Quaternaire, le plateau fut occupé par un grand lac formé par la fonte des glaces qui fut asséché au fil des millénaires par l'action érosive des deux rivières.
Son territoire dispose d'une végétation riche, grâce à sa faible altitude et à une irrigation abondante, malgré l'absence de glacier ou de névé.
Si les cités se trouvent sur le replat de la vallée, bien des hameaux prospèrent sur ses deux flancs, en particulier sur l'adret.

### Climat
Les abondantes précipitations, en majorité pluvieuses, sont supérieures à la moyenne nationale. Les vents dominants tournent d’ouest en est le long des flancs de la vallée.

### Principaux sommets
- Pizzo la Scheggia (2 466 m)
- Pioda di Crana (2 430 m)
- Pizzo Ragno (2 289 m)
- Cima della Laurasca (2 193 m)
- Monte Gridone (2 167 m)

## Histoire
Le val Vigezzo a d'abord été peuplé par des populations d'origine celtique, en grande partie des Lépontiens et des Insubres. Après la chute de l'Ossola durant l'invasion romaine en l'an 8 av. J.-C., Santa Maria Maggiore s'est imposée comme centre politique, administratif et juridique. Lors de la chute de l'Empire romain d'Occident et des invasions barbares qui ont suivi, le val Vigezzo a vu l'arrivée de populations à la recherche d'endroits plus sûrs.
Entre 1014 et 1381, il est devenu une confédération sous protection de la commune de Novare. Il est passé ensuite aux mains des Visconti qui se sont ainsi assurés le contrôle de la route reliant le col du Simplon et le canton du Tessin.
Le 9 février 1442, le val a été inféodé par Francesco Maria Visconti aux frères Carlo et Giberto Borromeo. La famille a conservé le territoire jusqu'à l'arrivée des Français en 1797.
Le fait d'être une vallée de transit a marqué durablement son histoire. De nombreux travailleurs ont émigré vers les villes italiennes et européennes. Ils travaillaient dans les différents secteurs de l'économie alpine : des ramoneurs, peintres et artisans. Le musée des ramoneurs et l'École des Beaux-Arts Rossetti Valentini à Santa Maria Maggiore en sont aujourd'hui encore des témoignages.
Entre le 18 et le 19 avril 1944, le territoire compris entre le val Vigezzo et le val Onsernone a fait l'objet d'une tentative d'invasion des troupes nazies et fascistes qui a été immédiatement repoussée.

## Tourisme
À partir de 1907, année de l'ouverture de la route internationale Centovalli, les activités touristiques se sont développées avec des visiteurs provenant principalement de la zone de Novare, Milan et de l'étranger. En 1923, le tourisme s'est encore accentué grâce à la mise en route de la ligne internationale de chemin de fer Domodossola-Locarno aussi appelée « Vigezzina ».
Dans le val, certaines structures touristiques datant du début du XXe siècle sont encore en activité comme la colonie de vacances de Druogno qui accueillait déjà durant l'époque fasciste des centaines d'enfants pendant l'été. Dans l'aile est du bâtiment se trouve un musée sur les traditions et les métiers alpins.
Le val Vigezzo est connue comme la « vallée des peintres » (Valle dei Pittori) car il a vu naître de nombreux peintres qui sont connus de par le monde et se sont inspirés des panoramas de la région, comme Giuseppe Borgnis, Giacomo Rossetti, Lorenzo et Bernardino Peretti. À Santa Maria Maggiore se trouve l'école Rossetti Valentini, Académie des Beaux-Arts (lieu unique en son genre dans tout l'arc alpin) fondée par le peintre Giovanni Maria Rossetti Valentini en 1878. L'objectif de cette école était d'offrir gratuitement à des jeunes talents des cours de dessin. Sous l'égide du maître Enrico Cavalli de 1881 à 1892 est né et s'est développé un cercle d'artistes parmi lesquels se trouvaient Giovanni Battista Ciolina, Gian Maria Rastellini, Maurizio Borgnis, les frères Silvio et Dario Giorgis, Lorenzo Peretti Junior et Carlo Fornara, qui ont acquis une renommée nationale et internationale.
Parmi les nombreuses églises et chapelles disséminées dans le val, le sanctuaire de Re est connu pour le miracle de la Madonna del Sangue de 1494. Il a été bâti sur une ancienne église de 1609 puis agrandi en 1922 et enfin inauguré en 1958 afin de recevoir les nombreux fidèles qui s'y rendent en pèlerinage pour adorer l'image de la Madone.